# Rockefeller Egyetem
A Rockefeller Egyetem (Rockefeller University) New York-i magánegyetem, mely posztgraduális és posztdoktori képzést nyújt a hallgatóknak. Az egyetem erőssége a biológiai tudományok, több egykori hallgatója is Nobel-díjat kapott.
A Rockefeller Egyetem New York Manhattan városrészében az Upper East Side-on fekszik a 63. és a 65. utcák között. Az egyetem kiadója a Rockefeller University Press.
Időszaki kiadványai: Journal of Experimental Medicine, Journal of Cell Biology és a The Journal of General Physiology.

## Történet
A Rockefeller Egyetemet 1901-ben alapították The Rockefeller Institute for Medical Research (Rockefeller Orvostudományi Kutatóintézet) néven, ma is sokan Rockefeller Intézetnek hívják.
Az alapító John D. Rockefeller, aki a Chicagói Egyetemet (University of Chicago) is alapította 1889-ben. 1901-ben John D. Rockeller Jr, John D. Rockefeller fia vette át kezdeményezést. )
Nagy presztízsű intézet, Amerika első orvosbiológiai intézete, nem sokkal a francia Pasteur Intézet (1888), és a német Robert Koch Intézet (1891) után alakult.
Az 1913-ban létrejött Rockefeller Alapítvány humanitárius szervezet, mely az egyetemtől függetlenül működik, de szoros kapcsolatot tart fenn vele.)
1965-ben a Rockefeller Intézet nevét Rockefeller Egyetemre változtatták. Az Intézet első hat évtizedében az orvosbiológiai alapkutatásokra és alkalmazott kutatásokra fókuszált.
1910-ben megalakult a Rockefeller Kórház, mely Amerika első klinikai kutatóhelye lett. A 40-es évektől a víruskutatás, és a bakterológia is az Intézet működési területéhez tartozik. A Rockefeller család ma is kapcsolatot tart az egyetemmel, David Rockefeller a tiszteletbeli elnök.

## Főbb kutatási eredmények
A Rockefeller kutatói különítették el először a szifilisz kórokozóját, és ők mutatták ki, hogy a vírusok rákkeltő hatásúak lehetnek.
Nevükhöz fűződik az első antibiotikum fejlesztése, az influenzavírus B izolálása, DNS-kutatás, melyek jelentős mértékben hozzájárultak a sejtbiológia fejlődéséhez. ,
Elkészítették a AIDS-koktélt, mely az AIDS-fertőzöttek gyógyulását segíti.
Kifejlesztették a metadont, melynek a heroinfüggőség kezelésében van szerepe, azonosították a leptin hormont, mely az étvágyat szabályozza.

## Kutatási területek
- Biokémia, strukturális biológia, kémia
- Molekuláris sejtbiológia
- Orvosi tudományok, genetika
- Immunológia, víruskutatás, mikrobiológia
- Fizika és matematikai biológia
- Neurológiai tudományok

## Egyetemi közösség
- 72 laboratórium vezető
- 190 kutató
- 360 posztdoktori hallgató
- 1000 személyzet
- 150 ph.D hallgató
- 50 M.D.-Ph.D hallgató
- 890 öregdiák

## Az egyetem Nobel-díjasai
- 2020 Charles M. Rice (orvosi)
- 2020 Emmanuelle Charpentier (kémiai)
- 2017 Michael Warren Young (orvosi)
- 2016 Ószumi Josinori (orvosi)
- 2011 Bruce Beutler (orvosi)
- 2011 Ralph Steinman (orvosi)
- 2003 Roderick MacKinnon (kémiai)
- 2001 Paul Nurse (orvosi)
- 2000 Paul Greengard (orvosi)
- 1999 Günter Blobel (orvosi)
- 1984 Robert Bruce Merrifield (kémiai)
- 1981 Torsten Wiesel (orvosi)
- 1975 David Baltimore (orvosi)
- 1974 Albert Claude (orvosi)
- 1974 Christian de Duve (orvosi)
- 1974 George Emil Palade (orvosi)
- 1972 Stanford Moore (kémiai)
- 1972 William H. Stein (kémiai)
- 1972 Gerald M. Edelman (orvosi)
- 1967 H. Keffer Hartline (orvosi)
- 1966 Francis Peyton Rous (orvosi)
- 1958 Joshua Lederberg (orvosi)
- 1958 Edward Lawrie Tatum (orvosi)
- 1953 Fritz Albert Lipmann (orvosi)
- 1946 John Howard Northrop (kémiai)
- 1946 Wendell M. Stanley (kémiai)
- 1944 Herbert Spencer Gasser (orvosi)
- 1930 Karl Landsteiner (orvosi)
- 1912 Alexis Carrel (orvosi)

## Fordítás
- Ez a szócikk részben vagy egészben  a   Rockefeller University című angol Wikipédia-szócikk ezen változatának fordításán alapul.  Az eredeti cikk szerkesztőit annak laptörténete sorolja fel. Ez a jelzés csupán a megfogalmazás eredetét és a szerzői jogokat jelzi, nem szolgál a cikkben szereplő információk forrásmegjelöléseként.